# 鄒幸彤
鄒幸彤（英語：Tonyee Chow Hang-tung；1985年1月24日—），香港大律師，前支聯會副主席。

## 生平
鄒幸彤出生於香港，祖籍廣東省茂名市，先後就讀蘇浙小學和英華女學校。自小的興趣是登山，覺得登山很好玩；中學選修時決定報讀物理科。中學時期成績優異，在香港高級程度會考更考獲「5A」的成績，其後在老師的推薦下報讀英國劍橋大學物理學系，最後成功入讀。
讀博士時發生汶川大地震，同學知道後都很興奮，因為可以提供大量可研究材料，唯獨鄒一人放籌款箱支持災民。此事令鄒開始懷疑自己是否要「沿著此路繼續走下去」。加上大學時期也有參與義工工作，發覺人權事務才是她的興趣所在；所以最後她毅然放棄博士學位，回流香港。有人替她不值，認為她前功盡廢；鄒表示「不是自己想做的，就無謂再花時間」。
回到香港後入讀香港大學專業進修學院與曼徹斯特都會大學合辦的法律學士（榮譽學位）課程，成功畢業，並在取得法學專業證書後，成為一名大律師，曾處理郭永健港鐵示威案件、馮敬恩圍堵港大校委會案件等等訴訟案件。2010年加入香港市民支援愛國民主運動聯合會做義工，六年後擔任副主席。
2021年12月4日獲中國民主教育基金會（Chinese Democracy Education Foundation，简称 CDEF）頒發的第35屆傑出民主人士獎，12月10日獲得獨立中文筆會林昭紀念獎。
2023年2月2日，中國“新公民運動”活動者丁家喜獲美國國務院人權獎；以及包含鄒幸彤、黎智英、李卓人在內等六位港人獲諾貝爾和平獎提名。
2023年5月18日，獲南韓人權組織「光州5·18紀念基金會」頒發的年度人權獎，由鄒的好友、韓國國際團結之家總幹事羅鉉弼代為領獎。同年又獲得欧洲律师协会委员会年度人权奖以及法國和德國政府頒發的「人權和法治獎」（Franco-German Prize for Human Rights and the Rule of Law）。

### 被警方拘捕
2021年6月3日，香港警方以疫情為由，二度反對支聯會於維園舉行六四悼念晚會；而鄒表示會以個人名義到場。翌日，她被警方以「涉嫌宣傳未經批准集結」為由拘捕。她被拘捕後向親友表示，要是未能參加集會，便會絕食一天。
之後她曾被保釋侯審；但在七一前夕，警方撤消鄒幸彤的保釋。雖然她於再次被捕後曾經申請保釋，可是被拒絕。在法官書記問她是否明白罪名時，更大喊「悼念六四無罪」。8月5日，邹幸彤获得保释候审。9月8日，因拒绝在限期内向香港国安处提交运作资料，被警方上门拘捕。9月9日警方對鄒幸彤的指控改為「煽動顛覆國家政權」，並正式起訴支聯會主席李卓人、副主席何俊仁和鄒幸彤，以及支聯會「煽動顛覆國家政權罪」。
2021年12月9日，香港区域法院判定鄒幸彤因為出現在2020年六四集会现场而犯有参与未经批准的集结罪以及非法煽惑他人参与。2022年1月4日被判入囚15个月，加上2021年12月已经因为其他案件被判囚，两个案件的刑期部份同时执行，令她的总刑期增至22个月。鄒幸彤不服，提出上訴。2022年12月14日，高等法院法官張慧玲裁定鄒幸彤上訴得直，原有刑期獲撤銷。2023年6月8日，終審法院批准律政司申請上訴許可。鄒幸彤服刑期間多次被单独禁闭。
2024年5月28日，香港警務處國家安全處首次引用新通过的《基本法》二十三条，并展開拘捕行動，在全港各地與大欖女懲教所逮捕5名女子與1名男子，指控其在社交平台專頁利用「某個將至的敏感日子」發佈具煽動意圖的帖文，涉嫌違反《維護國家安全條例》下的「煽動意圖的相關罪行」，是該條例生效後首宗執法行動；隨後保安局局長鄧炳強於見傳媒時，確認被捕人士包含還押中的鄒幸彤，另有鄒幸彤母親、前荃灣區議員陳劍琴等人，案件涉及Facebook上的「小彤群抽會」粉絲專頁。國安處5月29日和6月3日又分別逮捕了潘幼翠和鄒幸彤的舅父。在鄒幸彤之外，所有被羈押者在完成保釋程序後，其案件進一步審理。據報道，「小彤群抽會」自4月30日起，每日更新鄒幸彤對六四事件的個人見解。然而，該主頁在5月27日之後不再更新，並最終被封停。這是自23條立法以來，根據《維護國家安全條例》實施的首起逮捕案例，同時也是首例涉及修訂後煽動罪條款的案件。

## 聯合國人權專員關注鄒幸彤案
2021年10月12日，聯合國人權理事會任命的4名人權專家發聲明，關注前支聯會副主席兼大律師鄒幸彤，被控煽動顛覆國家政權及煽惑他人罪。人權專家分析，強調《港區國安法》不符合國際法和中國人權義務。人權專員指《港區國安法》引起外界對公平審判的憂慮，國安法指定法官羅德泉，以鄒幸彤可能會繼續威脅國家安全為由，拒絕她的保釋申請，同時拒絕放寬保釋報道限制，舉動未能確保司法利益，引起對公平審訊的質疑。

## 政治意見

### 六四事件

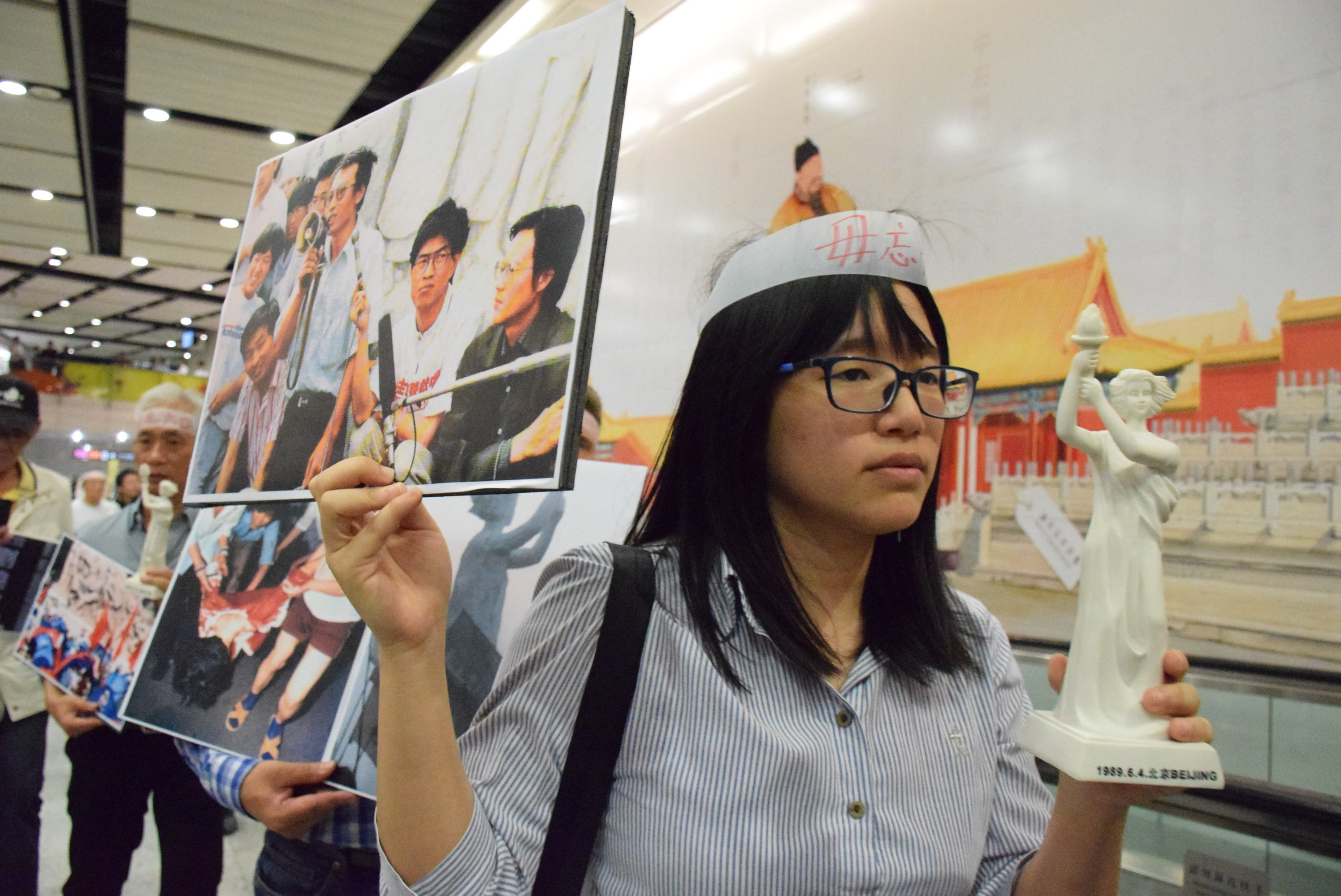
鄒幸彤（攝於2017年）

身為支聯會副主席，鄒每年也有參加六四燭光晚會。她更表示，自幼媽媽已經有帶她參與燭光晚會。對於警方於2020年反對支聯會在維園舉行燭光晚會，她表示非常可惜：「香港1997年回歸時，世界各地都曾經希望香港能夠帶領中國步向自由及開放的境地。燭光一旦熄滅，反映這個期望完全落空。」她坦言，現在香港人只顧「香港獨立」，完全不理會鄰近的中國大陸的人權問題。

### 12港人案
在12港人案當中，鄒一直有協助12港人的家屬。對於家屬無法旁聽，她直指：「深圳鹽田法院能夠安排港區人大前往深圳聽審，卻無法安排家屬去聽審？明顯是故意的啦。」，質疑內地故意阻止家屬探望12港人。
對於案件消息不流通，鄒批評「連資料都不清楚，分明是在黑箱作業，是一個完全不尋常的處理」。

### 被指煽惑他人參與未經批准集結罪案
鄒幸彤被指於2021年六四在網上宣傳及呼籲他人參與六四集會。她否認一項煽惑他人參與未經批准集結罪，案件於2021年10月25日在西九龍裁判法院審判。身為大律師的鄒幸彤沒有律師代表，在庭上自辯，提到自己面對的所有案件，都與支聯會、六四有關。而這些控罪橫陳疊加，反映政府正在一步步打壓、消滅六四記憶，更表示：「做一個香港人想做的事，我無怨無悔」。2024年1月25日，終審法院以3比2裁定律政司勝訴，恢復鄒幸彤原審時的定罪。

## 個人生活
鄒幸彤有一個弟弟名叫鄒學希（1989年7月生），由媽媽取名，意思是「學運的希望」。
鄒的男友是中國內地維權人士野渡，曾參加「零八憲章」宣言。兩人於獨立中文筆會時認識，已戀愛數年。

## 備註
1. ↑  原文：深圳鹽田法院安排到啲港區人大過嚟深圳去聽審，但安排唔到家屬去聽審？咁擺明故意㗎啦